# 逃往埃及途中歇息 (安尼巴莱·卡拉奇)

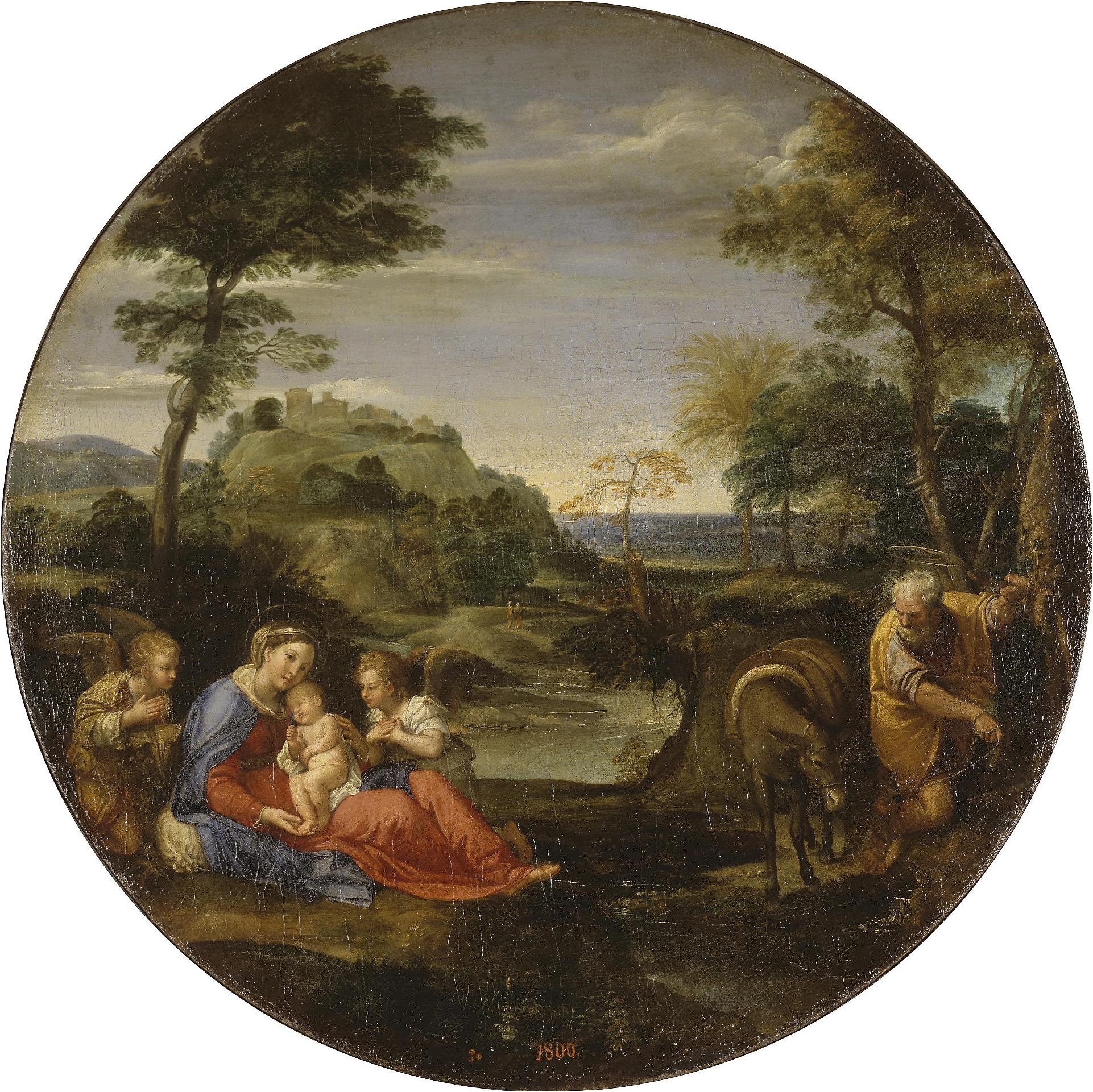
《逃往埃及途中歇息》

《逃往埃及途中歇息》 是 安尼巴莱·卡拉奇 的一幅布面油画，创作于 约1604 年。 
这幅画在17世纪从意大利带到巴黎。18世纪由叶卡捷琳娜二世收购，现藏于冬宫博物馆 ，陈列在新冬宫的 231 室（意大利室）。 